# Jacques Guy
Jacques Guy, né le 2 octobre 1944, est un linguiste français, établi en Australie depuis 1968 
Décédé le 5 Février 2022 à Melbourne Australie 

## Biographie
Son parcours universitaire l'a conduit tout d'abord à étudier le chinois, le japonais et le tahitien à l'École des langues orientales de Paris. Il a ensuite fait sa thèse de doctorat sur le sakao, langue d'Espiritu Santo (Vanuatu) au sein de l'université nationale australienne. Il s'est intéressé par la suite au traitement automatique des textes et à la taxonomie numérique, ce qui l'a mené en 1985 au laboratoire de recherche sur l'intelligence artificielle de Telecom Australia (Telstra) à Clayton, banlieue de Melbourne, où il est resté en poste jusqu'en 1998. 
Ses travaux l'ont conduit à se confronter à deux énigmes linguistiques : le Rongo-Rongo et le manuscrit de Voynich.